# Nawapol Thamrongrattanarit
Nawapol Thamrongrattanarit (Bangkok, 4 febbraio 1984) è un regista e sceneggiatore thailandese.

## Biografia
Diplomatosi nel 2006 alla facoltà di Lettere dell'Università Chulalongkorn, l'anno seguente è tra i selezionati a partecipare al Berlinale Talents Campus riservato a 350 talenti promettenti di tutto il mondo, e realizza i primi cortometraggi. 
Successivamente inizia a lavorare saltuariamente come sceneggiatore per la GTH Film Company. 
Dopo le manifestazioni del 2010 che agitarono la Thailandia, Thamrongrattanarit dà vita ad un collettivo di registi nominato "Third Class Citizen".
Vicino al cinema indipendente di Aditya Assarat e Sivaroj Kongsakul, ha un approccio sperimentale che si manifesta soprattutto nei primi lavori.

## Filmografia

### Regista e sceneggiatore
- 36 (2012)
- Mary Is Happy, Mary Is Happy (2013)
- The Master (เดอะมาสเตอร์) (2014)
- Heart Attack (Freelance, ฟรีแลนซ์..ห้ามป่วย ห้ามพัก ห้ามรักหมอ) (2015)
- Die Tomorrow (พรุ่งนี้ตาย) (2017)
- BNK48: Girl's Don't Cry (2018) - documentario
- Happy Old Year (ฮาวทูทิ้ง..ทิ้งอย่างไรไม่ให้เหลือเธอ) (2019)

### Sceneggiatore
- Rot fai faa... Maha na ter, regia di Adisorn Trisirikasem (2009)
- Top Secret: Wai roon pun lan, regia di Songyos Sugmakanan (2011)
- Home kwamrak kwamsuk kwam songjam, regia di Chookiat Sakveerakul (2012)